# 나라를 위하여
나라를 위하여는 한국에서 제작된 안종화 감독의 1949년 영화이다. 이희숙 등이 주연으로 출연하였고 김관수 등이 제작에 참여하였다.

## 출연

### 주연
- 이희숙
- 민혜련
- 공국진
- 이원초

## 제작진
- 조명: 김성춘
- 녹음: 양주남